# 阿泽尔格河畔拉米尔
阿澤爾格河畔拉米尔（法語：Lamure-sur-Azergues，法語發音：[lamyʁ syʁ azɛʁɡ]）是法国罗讷省的一个市镇，属于索恩河畔自由城区。

## 地理
阿泽尔格河畔拉米尔（46°3'45"N, 4°29'31"E）面积15.61 平方千米，位于法国奥弗涅-罗讷-阿尔卑斯大区罗讷省，该省份为法国中东部省份，北起顺时针与索恩-卢瓦尔省、安省、里昂大都会、伊泽尔省和卢瓦尔省接壤。
与阿泽尔格河畔拉米尔接壤的市镇（或旧市镇、城区）包括：克拉韦索勒、尚博-阿利耶尔、圣西尔勒沙图、博若莱地区沃、格朗里。

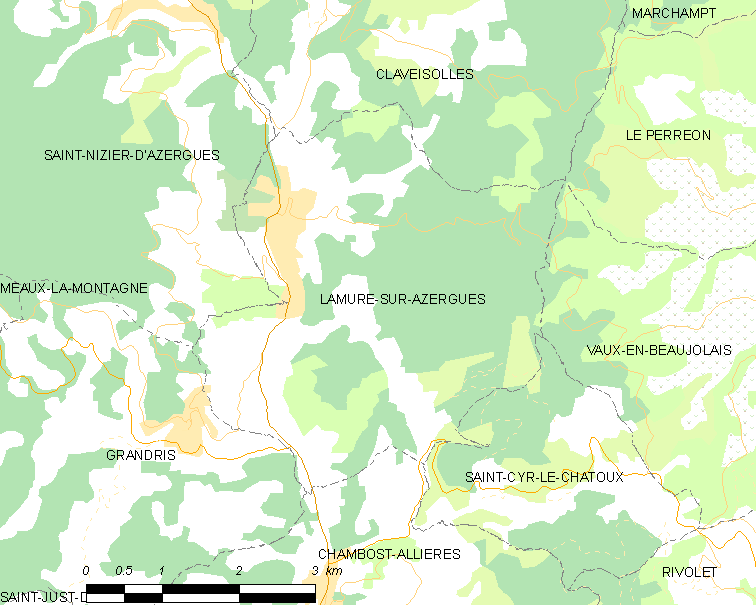
阿泽尔格河畔拉米尔的OSM定位图

阿泽尔格河畔拉米尔的时区为UTC+01:00、UTC+02:00（夏令时）。

## 行政
阿泽尔格河畔拉米尔的邮政编码为69870，INSEE市镇编码为69107。

## 政治
阿泽尔格河畔拉米尔所属的省级选区为塔拉尔县。

## 人口

1962-2008年间阿泽尔格河畔拉米尔人口变化图示

阿泽尔格河畔拉米尔于2022年1月1日时的人口数量为1051人。